# Meritjlerska Reka
Meritjlerska Reka (bulgariska: Меричлерска Река) är ett vattendrag i Bulgarien.   Det ligger i regionen Chaskovo, i den centrala delen av landet, 200 km öster om huvudstaden Sofia.
Trakten runt Meritjlerska Reka består till största delen av jordbruksmark. Runt Meritjlerska Reka är det ganska tätbefolkat, med 111 invånare per kvadratkilometer.